# Oswaldo de Oliveira
Oswaldo de Oliveira (født 5. december 1950) er en tidligere brasiliansk fodboldspiller og træner.